# Municipio de McClellan (Illinois)
El municipio de McClellan (en inglés, McClellan Township) es un municipio del condado de Jefferson, Illinois, Estados Unidos. Tiene una población estimada, a mediados de 2023, de 1196 habitantes.

## Geografía
Según la Oficina del Censo, tiene una superficie total de 92.4 km², de los cuales 92.3 km² corresponden a tierra firme y 0.1 km² están cubiertos de agua.

## Demografía
Según el censo de 2020, en ese momento había 1269 personas residiendo en la zona. La densidad de población era de 13.7 hab./km². El 91.17 % de los habitantes eran blancos, el 2.84 % eran afroamericanos, el 0.16 % eran amerindios, el 0.55 % eran asiáticos, el 0.63 % eran de otras razas y el 4.65 % eran de una mezcla de razas. Del total de la población, el 2.52 % eran hispanos o latinos de cualquier raza.